# Plectreurys hatibonico
Plectreurys hatibonico är en spindelart som beskrevs av Alayón 2003. Plectreurys hatibonico ingår i släktet Plectreurys och familjen Plectreuridae.
Artens utbredningsområde är Kuba. Inga underarter finns listade i Catalogue of Life.